# Вејнрајт (Алберта)
Вејнрајт (енгл. Wainwright) је варош у источном делу канадске провинције Алберта, у оквиру статистичке регије Централна Алберта. Насеље лежи на обалама реке Бетл, 61 км јужно од варошице Вермилион и 206 км југоисточно од Едмонтона. Од међупровинцијске границе са Саскачеваном удаљен је свега 69 км. Југозападно од вароши налази се војна база канадске војске.
Насеље је основано 1905. на месту данашње војне базе као Денвуд и касније је преименовано у Вејнрајт у част генерала Вилијама Вејнрајта. 
Према подацима пописа становништва из 2011. у варошици је живело 5.925 становника, што је за 9,2% више у односу на стање из 2006. када је регистровано 5.426 становника.
Сваке године крајем јуна у овом месту се одржава велики пољопривредни сајам који прате још и такмичења у родеу и тркама запрега.

## Становништво
| 2011. |
| ----- |
| 5.925 |